# Росія на зимових Паралімпійських іграх 2014
Росія на зимових Паралімпійських іграх 2014 у Сочі, Росія, була представлена 69 спортсменами у всіх видах спорту. У неофіційному медальному заліку російська збірна зайняла перше місце, здобувши 30 золотих, 28 срібних і 22 бронзові медалей (всього — 80). Це є рекордом за кількістю медалей, здобутих однією збірною на одній Паралімпіаді

## Медалі
| Золото |                     |                                                              |           |
| №      | Спортсмени          | Вид спорту (дисципліна)                                      | Дата      |
| 1      | Роман Пєтушков      | Біатлон (чоловіки, 7,5 км, сидячи)                           | 8 березня |
| 2      | Олена Кауфман       | Біатлон (жінки, 6 км, стоячи)                                | 8 березня |
| 3      | Владислав Лекомцев  | Біатлон (чоловіки, 7,5 км, стоячи)                           | 8 березня |
| 4      | Михайлина Лисова    | Біатлон (жінки, 6 км, з вадами зору)                         | 8 березня |
| 5      | Роман Пєтушков      | Лижні перегони (чоловіки, 15 км, сидячи)                     | 9 березня |
| Срібло |                     |                                                              |           |
| №      | Спортсмени          | Вид спорту (дисципліна)                                      | Дата      |
| 1      | Світлана Коновалова | Біатлон (жінки, 6 км, сидячи)                                | 8 березня |
| 2      | Анна Міленіна       | Біатлон (жінки, 6 км, стоячи)                                | 8 березня |
| 3      | Юлія Будалеєва      | Біатлон (жінки, 6 км, з вадами зору)                         | 8 березня |
| 4      | Микола Полухін      | Біатлон (жінки, 6 км, з вадами зору)                         | 8 березня |
| 5      | Інга Медведєва      | Гірськолижний спорт (жінки, швидкісний спуск, стоячи)        | 8 березня |
| 6      | Олексій Бугаєв      | Гірськолижний спорт (чоловіки, швидкісний спуск, стоячи)     | 8 березня |
| 7      | Ірек Заріпов        | Лижні перегони (чоловіки, 15 км, сидячи)                     | 9 марта   |
| Бронза |                     |                                                              |           |
| №      | Спортсмени          | Вид спорту (дисципліна)                                      | Дата      |
| 1      | Азат Карачурін      | Біатлон (чоловіки, 7,5 км, стоячи)                           | 8 березня |
| 2      | Олександра Францева | Гірськолижний спорт (жінки, швидкісний спуск, з вадами зору) | 8 березня |
| 3      | Олександр Давидович | Лижні перегони (чоловіки, 15 км, сидячи)                     | 9 березня |